# Scatrichus sulcifer
Scatrichus sulcifer är en skalbaggsart som beskrevs av François Génier och Kohlmann 2003. Scatrichus sulcifer ingår i släktet Scatrichus och familjen bladhorningar. Inga underarter finns listade i Catalogue of Life.